# Theophil Herbst
 Theophil Herbst (* 6. August 1806 in Königsberg i. Pr.; † 29. April 1868 ebenda) war ein deutscher Philologe und Hochschullehrer in Königsberg.

## Leben
Nach dem Abitur am Collegium Fridericianum studierte Herbst Philologie an der Albertus-Universität Königsberg. 1824 wurde er Mitglied der masurischen Vereinigung, der Vorverbindung des Corps Masovia. 1840 wurde er zum Dr. phil. promoviert. Er wurde Lehrer und Oberlehrer an der Städtischen Höheren Töchterschule von Königsberg. An der Albertus-Universität Königsberg war er Lektor, ab 1865 a.o. Professor für neuere (romanische) Sprachen.